# Zaprionus ornatus
Zaprionus ornatus är en tvåvingeart som beskrevs av Seguy 1933. Zaprionus ornatus ingår i släktet Zaprionus och familjen daggflugor. Inga underarter finns listade i Catalogue of Life.